# Johan Gottschalk Wallerius
Johan Gottschalk Wallerius (Stora Mellösa, Närke, Suecia, 11 de julio de 1709-Upsala, 16 de noviembre de 1785) fue un médico, químico y mineralogista sueco. Se le conoce principalmente por introducir la diferenciación entre ciencias «puras» y ciencias «aplicadas», distinción que llegó a tener gran importancia histórica.

## Biografía
A partir de 1725 estudió matemáticas, física y medicina, primeramente en Upsala, logrando en 1731 el grado académico de magíster en filosofía.  Más adelante continuó sus estudios en Lund, donde en 1735 obtuvo el título de doctor y finalmente la habilitación para enseñar medicina en esa universidad. Regresó a Upsala en 1749, ya con alguna experiencia acumulada como profesor de medicina y en seguida obtuvo una plaza como académico de la Universidad de Upsala. Pero sus intereses eran más amplios que el área médica y quería desplegarlos, de modo que estableció un laboratorio universitario, primero de farmacología y luego de química y mineralogía para trabajar en estos temas y experimentar, al tiempo que organizaba y dictaba desde esa posición algunas conferencias. En 1750 obtuvo el nombramiento como profesor de la recientemente inaugurada cátedra de química en Upsala, donde trabajó durante los próximos 17 años. En 1767, debido a problemas con su salud, renunció a la cátedra y se trasladó a una zona rural, donde continuó investigando temas relacionados con las ciencias naturales y la agricultura.

## Obra
- Mineralogía (1747), Lars Salvius, Estocolmo. Se trata de  un libro de texto que se reconoce como el primero con carácter de manual en esta área del conocimiento.

- Agriculturae fundamenta chemica (1761), Upsala. En este tratado expuso descripciones de procesos que le significaron un reconocimiento como pionero de la química aplicada a la vida práctica, estableciendo los fundamentos científicos para el posterior desarrollo de la industria agropecuaria, a través del estudio de los fenómenos de conversión de las sustancias que componen los alimentos, los procesos de germinación de las plantas, los efectos del calor, la humedad, el aire y los sustratos que componen el suelo sobre la calidad y crecimiento de la vegetación, etc.[3]

- Gottschalk Wallerius, Johann, Nathanael Gottfried Leske, Ernst Benjamin y Gottlieb Hebenstreit: Mineraliensystem (1781), Berlín. Obra publicada en alemán y en colaboración con otros autores, que recoge sus aportes desde la mineralogía y la química a la paleontología. El primer tomo lleva por subtítulo: Mineralsystem: Worin die Fossilien nach Klassen, Abtheilungen, Gattungen, Arten und Spielarten angeordnet, beschrieben und durch Beobachtungen, Versuche und Abbildungen erläutert werden. Erd- und Steinarten («Sistema mineralógico: Donde los fósiles se ordenan según sus clases, secciones, géneros, especies y variantes, se describen y se explican por medio de observaciones, ensayos e ilustraciones»).[4]

## Honores

### Eponimia
- Asteroide 79410, descubierto en 1997 por Eric Walter Elst, lleva en su honor el nombre Wallerius.[5]

- August Breithaupt le dedica una nueva especie mineral, la wallerita, que resultó ser un sinónimo de una variedad de diópsido: la escheferita.[6]

- La abreviatura «Wallerius» se emplea para indicar a Johan Gottschalk Wallerius como autoridad en la descripción y clasificación científica de los vegetales.[7]